# Relatório Wolfenden

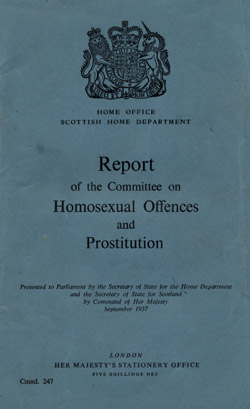
Relatório Wolfenden

O Relatório do Comitê Departamental de Crimes Homossexuais e Prostituição (mais conhecido como Relatório Wolfenden, em homenagem a John Federick Wolfenden, o presidente do comitê) foi publicado na Grã-Bretanha em 4 de setembro de 1957, após uma série de homens famosos, dentre os quais Edward Douglas-Scott-Montagu, Michael Pitt-Rivers e Peter Wildeblood, haverem sido condenados por crimes homossexuais.

## O comitê
O comitê de 14 (três mulheres e 11 homens) foi liderado por John Wolfenden (1906–1985), que fora diretor das escolas de Uppingham e Shrewsbury e em 1950 se tornara vice-diretor da Universidade de Reading. Mais tarde, se tornou diretor do Museu Britânico.
Além do presidente, eram membros do comitê:
- James Adair OBE, antigo procurador geral de Glasgow;
- Mary G. Cohen, vice-presidente das bandeirantes de Glasgow e presidente da Associação Escocesa de Bandeirantes;
- Desmond Curran MB FCP DPM, psiquiatra chefe do Hospital S. Jorge (St. George's Hospital) em Londres e psiquiatra da Marinha real;
- Vigo Auguste Demant, cônego (anglicano) de Christ Church, Oxford, e professor titular (Regius Professor) de moral e teologia pastoral da Universidade de Oxford;
- Kenneth Diplock QC, juiz chefe (Recorder) de Oxford e desembargador (High Court of Justice judge);
- Sir Hugh Linstead, químico farmacêutico parlamentar conservador por Putney;
- Peter Kerr, 12º Marquês de Lothian, ministro das Relações Exteriores;
- Kathleen Lovibond CBE, presidente do tribunal juvenil de Uxbridge, conservadora;
- Victor Mishcon, solicitador e membro trabalhista do Conselho do Condado de Londres;
- Goronwy Rees, diretor da Universidade do País de Gales;
- R.F.V. Scott, ministro presbiteriano da igreja de São Columba, em Londres;
- Lady Stopford, juíza;
- William Thomas Wells, parlamentar trabalhista por Walsall North e advogado;
- Joseph Whitby, médico com experiência em psiquiatria.

O comitê se reuniu pela primeira vez em 15 de setembro de 1954 e reencontrou-se por 62 dias, 32 dos quais usados para entrevistas. Wolfenden sugeriu, logo no começo, que utilizassem os termos "Huntley's" para homossexuais e "Palmers" para prostitutos, a partir do fabricante de biscoitos Huntley & Palmers. Foram ouvidos policiais, oficiais de condicional, psiquiatras, líderes religiosos e homens gays que tiveram suas vidas afetadas pela lei.

## As recomendações do relatório
Apesar das ideias convencionais da época, o comitê recomendou que
"comportamento homossexual voluntário privado entre adultos não deveria mais constituir crime".
Todos, com exceção de James Adair, foram a favor disso e, contrariamente às opiniões de médicos e psiquiatras, entenderam que
"homossexualidade não pode ser vista legitimamente como uma doença, porque, em muitos casos, é o único sintoma e é compatível com total saúde mental em outros âmbitos".
O relatório acrescentou que
"a função do direito é preservar a ordem pública e a decência, para proteger o cidadão do que seja ofensivo ou danoso, e fornecer garantias suficientes contra a exploração e corrupção de outros (...). A função do direito não é, a nosso ver, intervir na vida privada de cidadãos, ou buscar coagir qualquer tipo de comportamento específico".
A idade mínima recomendada para manter relação sexual foi 21 anos, quando se atingia a maioridade no Reino Unido.
O comitê também discutiu o aumento da prostituição de rua da época, que foi associado à instabilidade das comunidades e enfraquecimento da família. Como consequência, após a publicação do relatório, houve grande repressão policial de prostituição de rua.

## Consequências
O relatório gerou interesse público considerável e ensejou um famoso debate entre Patrick Devlin, um proeminente juiz britânico, e Herbert Hart, um dos mais importantes filósofos do direito. Enquanto aquele opôs-se ao relatório em seu livro "The enforcement of Morals" ("A Aplicação da Moral", em tradução livre), este o defendeu no livro "Law, Liberty and Morality" (tradução brasileira: "Direito, Liberdade, Moralidade", Porto Alegre: SAFE, 1987).
As recomendações afinal levaram à sanção da Lei dos Crimes Sexuais em 1967, válida para a Inglaterra e o País de Gales, que revogou as leis que criminalizaram a sodomia (Lei dos Crimes contra a Pessoa de 1861 e Emenda Labouchere de 1885).
John Wolfenden ocupou o 45º lugar na lista de maiores herois gays e lésbicos do Pink Paper (edição 500, de 26 de setembro de 1997). Soube-se mais tarde que seu filho, Jeremy Wolfenden, era gay.